# أوماجواكا

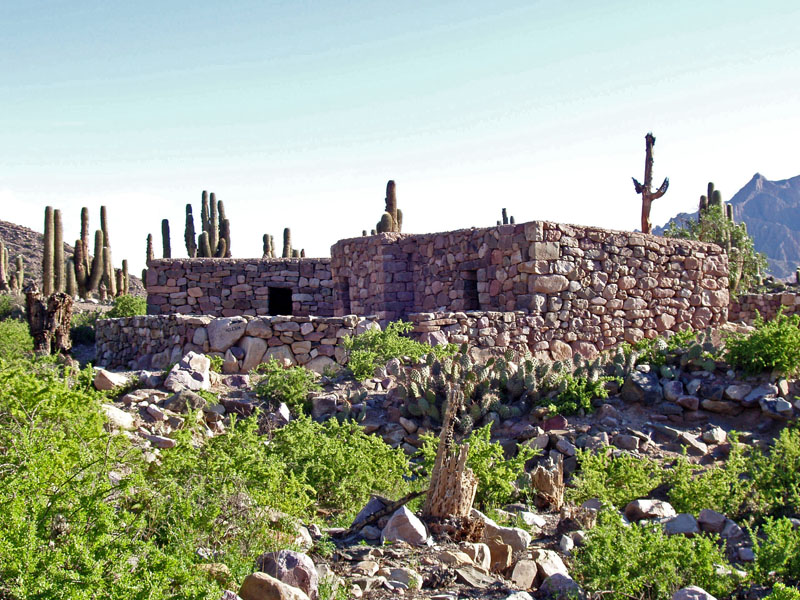

يعد شعب أوماجواكا أو هوماهواكا أحد السكان الأصليين والذي سكن المنطقة الحالية من تيلكارا وهوماهواكا، في محافظة خوخوى بالأرجنتين، والتي تتلاقى مباشرة مع منخفض هوماهواكا.

## التاريخ
كان إقليم أوماجواكا أو هوماهواكا قبل دخول الإسبان يتضمن المنطقة الشاسعة من روافد وأحواض أنهار جراندى ولافاين وسان فرانسيسكو (بالمحافظة الأرجنتينية خوخوى) وزينتا وإرويا وليبيو وبيرميخو (بالمحافظة الأرجنتينية سالتا)؛ تاريخا وبيرميخو (بقطاع تاريخا ببوليفيا) والتي تتلاقى مع ثقافة هوماهواكا. كما يعتبر هذا الإقليم كمنطقة لمرور القوافل وللهجرات، يستقبل كل أنواع التأثيرات ويشمل تأثير إمبراطورية الانكا التي غزت وجمعت بين شعب أيمارا وأراضي أوماجواكا في القرن الرابع عشر واستقرت في مدن أوماجواكا (مثل تيلكارا). ولهذا السبب جميع ما وصل إلينا متأثر بثقافة هذه الإمبراطورية الغازية القديمة وبقوة.

## التكنولوجيا والاقتصاد
كان شعب أوماجواكا أو هوماهوكا يكمل بالتطور العظيم للنسيج وصناعة الخزف اتحاد عناصر مخصصة للزراعة (بداية من الذرة). كانوا يصهرون المعادن كالبرونز (حتى الاكتشاف ووصول الأوروبيين، لم تستخدم الشعوب الأصلية الحديد ولا العجلة وتفاجأت كل أمريكا اللاتينية بتجاهل الاستخدام العملي للحديد الذي يعتبر معدن شائع جدا وكريم أيضا، يصدأ سريعا والاحتياجات من العناصر المعدنية المتعددة من أمريكا اللاتينية تتطلب الاستمرار الكافي مثلا من أجل تبريرها استهلاك الوقود لانصهار الحديد) كما كانوا يستخدمون البرونز لصناعة الأسلحة وأدوات أخرى. شيدوا طرق لزراعة المحاصيل على طريقة بيرو القديمة والإقليم الذي سكنوه عبارة عن أرض كثيرة الحجارة. أنسوا حيوانات اللاما وكانت منازلهم على شكل رباعي مشيدة بالحجارة ومسقوفة بالتبن والطين.

## التنظيم السياسي
من بين الكثير، تنتمي أوماجواكا إلى اتحاد قبائل عديدة مثل قبائل هوماهواكا كما هو مذكور وأوكياس وبورماماركاس وتومباياس ويالاس ويوفيس وتشويس وكيلاتس وكاسابيندوس وأرجاماساس.
يتجاور القطاع الشمالي لأوماجواكا مع غرب وشمال غرب تقريبا شمال قبيلة أتاكامينيا من ليبيث. كان قطاع الجنوب يعتبر كمنطقة انتقالية تتواجد فيها قبائل مثل خوخويس وأوكلوياس وبولاريس التي تتضمن تقريبا مجموعة باثيوكا أو «دياجيتا»، وبهذا المعنى قد تباينت أوماجواكا جزئيا عن دياجيتاس من خلال وجود الاقتران الثقافي (وعلم الوراثة) مع سكان أتاكامينيا (أو ليكانانتاى) ويشمل أراواك التي منها ما يسمى اليوم تشاني وربما يكون منذ زمن بعيد هواربيدا كما توماتاس.
يعتبر فيلتيبوكو أكثر زعماء أوماجواكا شهرة؛ فهو زعيم قبيلتي تيلكارا وبورماماركا وهو أيضا محارب شجاع واجه الإسبان.
كانت يوفيس في السابق (وأيضا أوتانخيروس) قبائل تشيتشاس التي تمردت ضد زعيم القبيلة (تامبوكا) وسكنت في السهول التي تبعد عن ملكه. أهلكت الغارات والوحوش البشرية المجموعات المنشقة وأنهتهم تماما.

## الاتصال الأوروبى
عند وصول الإسبان، وجد في منخفض هوماهواكا بعض نوى ميتيمايس وقبائل تشيتشاس مثل تشوروماتاس وباباياس وآخرين الذين استخدموا حاجزا للاحتماء ضد الغزاة تشيريجوانوس أفآ أو «كاريوس» أو «جوارانيس» الذين قد خضعوا ليوفواشا (الأكثر معرفة كتشوروتس أو تشوروتيس)، كما خضعوا أيضا للنسب الأراواكى المعروف حاليا بتشانيس. وبالنسبة للاختلاط المكره لنساء تشانيس وتشوروتيس إلخ مع محاربي جوارانيس أو «أفآ» أنتجت أصول عرقية مختلطة سميت بشكل مهان بأيمارا وكيتشواس مثل تشيريجوانوس. في المقابل خدمت هذه القبائل الخاضعة تحت غزو كيتشوا وأيمارا والتي تم تخفيضها إلى ميتيمايس ناشري كيتشوا.

## لغة أوماجواكا
منخفض هوماهواكا هو وادي يعبر قلب محافظة خوخوى من الشمال إلى الجنوب ويتحدث سكانه بلغة خاصة بالوادي وهي مختلفة عن الأقاليم المحيطة وعادة ما يسمى هذا الإقليم بهوماهواكا (أو أوماجواكا).
بالرغم من ذلك يوجد بالكاد معلومات لغوية عن لغة أوماجواكا التي تم تقسيمها على ما يبدو إلى وحدات صغيرة مثل فيسكارا وخوخوى وأوكلويا وأوسا وبورماماركا وتيليار.
اسم فيلتيبوكو هو لحاكم تيلكارا الذي قاوم ضد الإسبان في القرن السادس عشر ولقبه المحلى فيلتي وهذا الاسم يشير لوجود صلة بلغة أتاكامينيا وبيلتى بلغة أتاكامينيا تعنى صفر.

### روابط خارجية
- Indígenas. Bioética.org[وصلة مكسورة]
- Oni.escuelas.edu.ar(cultura omaguaca).[وصلة مكسورة]
- CiudadHumahuaca.com (la religión de los omaguacas).[وصلة مكسورة]